# Netlinking

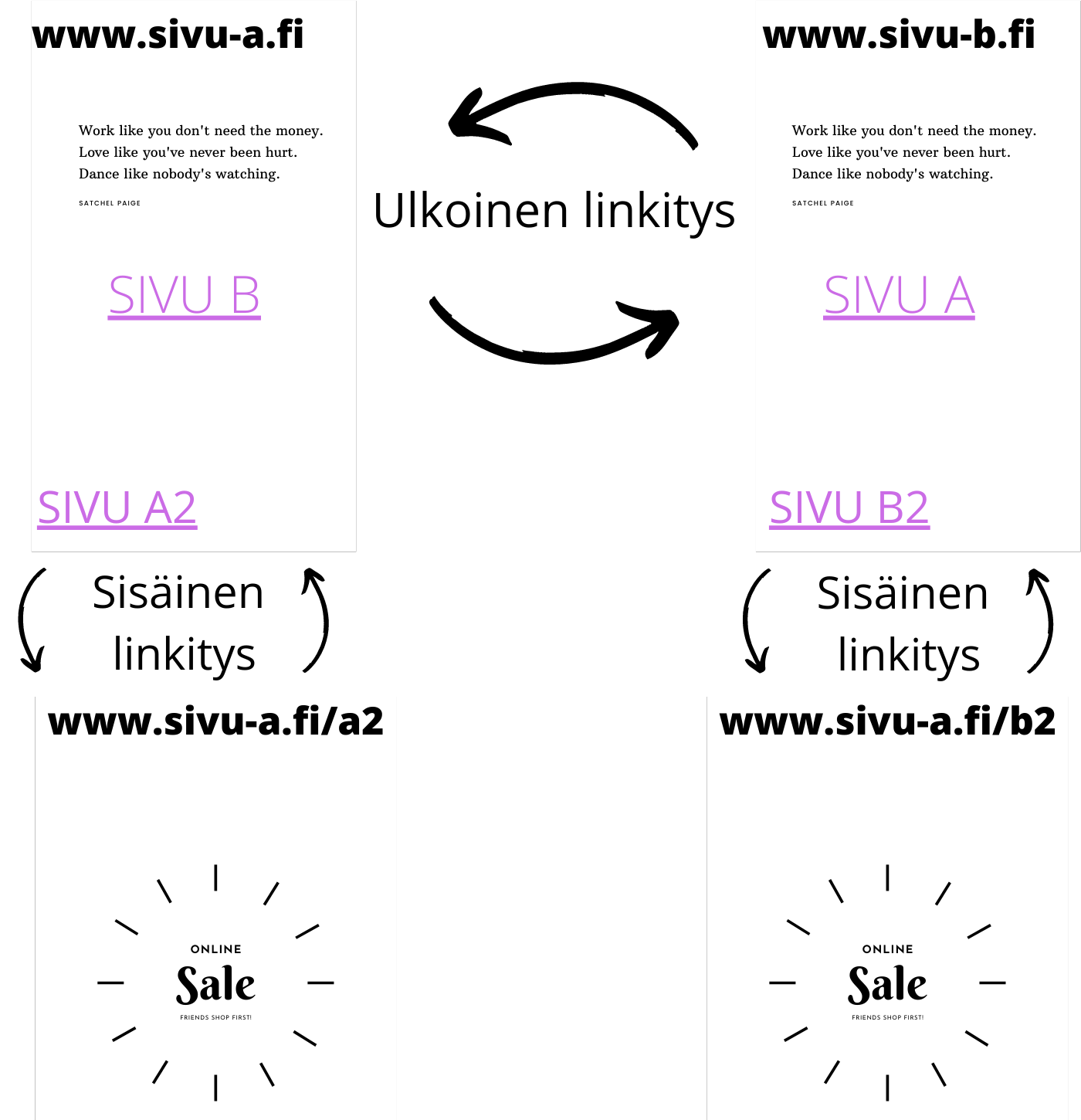
Liens Ulkoinen et sisäinen

Le Netlinking, link building, ou tissage de liens est l'augmentation du nombre de liens hypertextes menant vers un site web, à partir de sites dont le public correspond à celui visé. Il peut se faire naturellement (à la suite de la notoriété d'un site, tel que Wikipédia) ou plus artificiellement par échange ou achat de liens (l'objectif étant alors d'améliorer le référencement dans les moteurs de recherche).

## Principe
Depuis les débuts de Google, le web repose sur les liens qui connectent les sites web entre eux, ce qui explique l'expression "naviguer sur la toile".
Au fil du temps, les référenceurs ou (SEO)  ont développé un arsenal important pour créer des liens vers leurs sites afin d'améliorer leur notoriété aux yeux des moteurs de recherche. La création de sites ou de blogs connexes, l'utilisation des sites de publication d'articles, le blogage d'invité et les annuaires sont autant de techniques de Netlinking.
Le but est donc de transmettre de la popularité en augmentant la possibilité que le "surfeur aléatoire" arrive sur votre page web.
Google reconnait dans ses directives l'utilité des liens dans une stratégie de référencement naturel. Les liens étant produits « naturellement » par les internautes, si le contenu du site leur semble pertinent et original.
Parmi les critères majeurs que distingue Google dans son célèbre et secret algorithme de référencement, les liens envoient un signal significatif à Google quant à la qualité d'un site. Les autres critères que sont le contenu du site et son architecture technique (optimisation on-page / URL) restant des fondamentaux.
Voici un extrait des recommandations de Google sur les systèmes de liens : « Le classement de votre site dans les résultats de recherche Google est en partie basé sur l'analyse des sites qui comportent des liens vers vos pages. La quantité, la qualité et la pertinence des liens influencent votre classement. Les sites proposant des liens vers vos pages peuvent fournir des informations sur l'objet de votre site, et peuvent indiquer sa qualité et sa popularité ». »
Google, lors de sa mise à jour d'algorithme d'avril 2012 baptisée Google Penguin, a sanctionné les pages des sites web ayant abusé de techniques de référencement abusif. La mise à jour Google Penguin n'a pas signifié la fin de l’intérêt de référencement naturel, mais la fin des techniques de référencement abusif (Black hat) générant massivement et automatiquement des liens de faible qualité vers une page web. L'algorithme Google a été mis à jour le 22 mai 2013. Penguin 4 pénalise encore plus fortement le netlinking Celui-ci doit être de plus en plus naturel. Comme toujours, la suroptimisation est pénalisée par Google. Avec « Penguin 4 », 2,3 % des requêtes seront affectées, selon Google.
Google filtrant les liens qu'il considère comme abusif, les pratiques de tissage de liens évoluent vers des solutions plus qualitatives en termes de contenu et de liens produits. Les pratiques historiques comme l'inscription dans les annuaires font partie des systèmes basiques, mais elles ne concourent plus ou très marginalement au bon référencement d'un site.
À l'inverse, les liens issus de blogs thématiques ou les liens spontanés issus de sites de presse ou de sites fortement appréciés par Google sont devenus les plus recherchés, car plus pertinents en termes de « linking » (le lien devant alors se situer sur une page web traitant d'une thématique proche du site web vers lequel il pointe).
La progression forte de l'audience des plateformes sociales comme Facebook ou Twitter a amené les webmestres et mercaticiens web à se poser la question de l'utilité des liens issus de ces sites web. L'audience issue de ces sites est croissante, mais la question est de savoir comment Google pondère les liens issus de ce type de sites. Matt Cutts, lors d'une conférence à Washington en 2012, a indiqué que le signal social envoyé par Google+ n'était pas un signal de qualité et que les liens restaient supérieurs en efficacité.

## Créations de liens (link building) vs créations d'appâts (link baiting)
Traditionnellement, on distingue deux grandes approches : 
1. la création active de liens, ou link building ;
2. la création de contenu attractif, ou link baiting (expression anglaise pouvant être traduite par pêche aux liens, bait signifiant « appât »). Il ne s'agit plus ici de trouver des endroits où placer des liens, mais d'attendre que les internautes trouvent le contenu et fassent naturellement des liens vers la page ou le site en question.

## Les différentes stratégies delink building
Contrairement à ce que nous avions pu voir par le passé, on se concentrera aujourd'hui davantage sur la qualité que sur la quantité.
Les référenceurs web ont donc mis en place de nombreuses stratégies pour acquérir des liens de qualité sans se faire pour autant sanctionné par les algorithme de Google.
On trouve généralement 3 types de stratégies différentes: 
1. S'inspirer des profils de liens de la concurrence. En obtenant les liens des concurrents, les moteurs de recherche considéreront que vos autorités sont similaires. Il sera donc plus aisé de sortir du lot.
2. L'outreach (la prospection) sur un secteur donné. Pour assoir son autorité sur un marché / un niche, il est d'usage de contacter de nombreux sites traitant du dit sujet pour essayer d'obtenir des liens depuis leur site.
3. L'achat de noms de domaine expirés. C'est ce qu'on appellera une stratégie Grey Hat (à la limite de la politique des moteurs de recherche) - Mais en rachetant des noms de domaine expirés, il est possible de récupérer leur autorité en la redirigeant vers votre site[4].

Une dimension cruciale du netlinking réside dans l'acquisition de backlinks provenant de sites à haute autorité. Ces liens renforcent significativement le PageRank, augmentant la crédibilité du site aux yeux des moteurs de recherche comme Google. Il est préférable de viser des liens contextuels, insérés naturellement dans des contenus riches et pertinents, car ils sont plus valorisés par les algorithmes. De plus, la diversité des sources de liens, la pertinence du contenu lié, et la régularité des nouvelles acquisitions sont des facteurs qui influent positivement sur l'évaluation du site par les moteurs de recherche. Adopter une stratégie de netlinking qui privilégie la qualité à la quantité est donc essentiel pour assurer un référencement naturel durable et efficace.

### Politique de liens
Tous les liens n'ont pas la même valeur aux yeux des moteurs de recherche (cf. popularité de liens).
Nombre de webmestres utilisent les échanges de liens pour gagner des visiteurs et du PageRank. Mais Google a instauré un Block-rank dans sa formule algorithmique de référencement pour bloquer les sites cherchant à contourner ses directives. L'échange de liens semble permettre l'amélioration du positionnement dans les moteurs, et d'augmenter - dans une certaine mesure - la popularité et le nombre de visiteurs passant directement de site à site.
Google intègre depuis quelques années et les [Quand ?] un nouveau critère de positionnement dans son algorithme : le TrustRank. Outre le fait d'obtenir des liens entrants vers des pages web, il faut désormais obtenir des liens de qualité, notamment en provenance de sites réputés (sites institutionnels, réseaux sociaux, etc.). De ce fait, le nombre de liens entrants n'est plus l'ingrédient principal d'un référencement réussi : c'est plutôt la qualité des liens acquis qui prime. Ce critère vise clairement à limiter l'utilisation de techniques de triche visant à obtenir des liens en nombre, mais de mauvaise qualité (ferme de liens, soumission automatique à des annuaires de recherche par centaines, etc.).
La création de liens de qualité se repère par quelques critères stricts :
- Liens venant de sites à fort PageRank (et si possible à fort Trust Rank, en théorie) ;
- Liens venant de pages dont la source propose une thématique équivalente à celle de la page web ciblée ;
- Liens issus directement du contenu d'une page plutôt que du bas de page comme dans la plupart des échanges de liens (netlinking) ;
- Liens ayant une ancre réfléchie pour optimiser une requête (bien choisir l'intitulé du lien si possible) ;
- Liens ayant des ancres variées faisant appel aux synonymes, pluriels et autres déclinaisons possibles ;
- Liens placés sur des pages ne contenant pas plus de 100 liens.